# جایزه بزرگ سوئیس ۱۹۵۰
جایزه بزرگ سوئیس ۱۹۵۰ (انگلیسی: ‎1950 Swiss Grand Prix‎) یک مسابقهٔ موتوری در رشتهٔ اتومبیل‌رانی فرمول یک بود که در تاریخ ۴ ژوئن ۱۹۵۰ در پیست برمگارتن واقع در برن، سوئیس برگزار شد. این گراند پری در میان ۷ گراند پری در فصل ۱۹۵۰، مسابقهٔ شمارهٔ ۴ بود.
در این مسابقه که در ۴۲ دور و به مسافت ۳۰۵٫۷۶۰ کیلومتر (۱۸۹٫۹۹۰ مایل) برگزار شد، پول پوزیشن توسط خوان مانوئل فانخیو کسب شد و سریع‌ترین زمان برای طی یک دور پیست که برابر با ۲:۴۱٫۶ بود نیز توسط جوزپه فارینا به ثبت رسید.
جوزپه فارینا از تیم آلفا رومئو، لوئیجی فاجولی از تیم آلفا رومئو و لویی روزیه از تیم تالبوت-لاگو-تالبوت به‌ترتیب مقام‌های اول تا سوم مسابقه را کسب کردند.

## رده‌بندی قهرمانی پس از مسابقه
| رده‌بندی قهرمانی رانندگان \| \| جایگاه \| راننده \| امتیاز \| \| -------- \| ------ \| ------------------ \| ------ \| \| \| ۱ \| جوزپه فارینا \| ۱۸ \| \| ۲ \| ۲ \| لوئیجی فاجولی \| ۱۲ \| \| ۱ \| ۳ \| خوان مانوئل فانخیو \| ۹ \| \| ۱ \| ۴ \| جانی پارسونز \| ۹ \| \| \| ۵ \| آلبرتو اسکاری \| ۶ \| \| منبع:[۱] \| \| \| \| |        |                    |        |
| | جایگاه | راننده             | امتیاز |
| | ۱      | جوزپه فارینا       | ۱۸     |
| ۲ | ۲      | لوئیجی فاجولی      | ۱۲     |
| ۱ | ۳      | خوان مانوئل فانخیو | ۹      |
| ۱ | ۴      | جانی پارسونز       | ۹      |
| | ۵      | آلبرتو اسکاری      | ۶      |
| منبع: |        |                    |        |

یادداشت
- تنها پنج جایگاه نخست از هر رده‌بندی نمایش داده شده‌است.